# Саргазинское сельское поселение
Саргазинское се́льское поселе́ние — муниципальное образование в Сосновском районе Челябинской области Российской Федерации. В рамках административно-территориального устройства муниципальное образование  соответствует административно-территориальной единице Саргазинский сельсовет.
Административный центр — посёлок Саргазы.

## История
Статус и границы сельского поселения установлены Законом Челябинской области от 9 июля 2004 года № 246-ЗО «О статусе и границах Сосновского муниципального района и сельских поселений в его составе».

## Население
| 2002  | 2010  | 2011  | 2012  | 2013  | 2014  | 2015  |
| ----- | ----- | ----- | ----- | ----- | ----- | ----- |
| 3480  | ↗3696 | ↗3702 | ↗3856 | ↗3992 | ↗4136 | ↗4179 |
| 2016  | 2017  | 2018  | 2019  | 2020  | 2021  | 2023  |
| ↘4148 | ↗4188 | ↗4189 | ↗4200 | ↗4273 | ↘4046 | ↗4160 |

## Состав сельского поселения
| № | Населённый пункт        | Тип населённого пункта          | Население |
| - | ----------------------- | ------------------------------- | --------- |
| 1 | Малая Сосновка          | посёлок                         | ↘198      |
| 2 | Саргазы                 | посёлок, административный центр | ↗1827     |
| 3 | Серозак                 | посёлок железнодорожной станции | ↗65       |
| 4 | Смолино                 | посёлок железнодорожной станции | ↗1298     |
| 5 | Таловка                 | деревня                         | ↗229      |
| 6 | Южно-Челябинский Прииск | посёлок                         | ↗79       |